# Innjach
L'Innjach (in russo Иннях?) è un fiume della Russia siberiana orientale, affluente di destra della Lena. Scorre nel Žiganskij ulus della Sacha (Jacuzia).
La lunghezza del fiume è di 123 km, l'area del suo bacino è di 822 km². Scorre in direzione sud-occidentale e sfocia nella Lena a 918 km dalla sua foce. 3 km più a valle di un altro affluente, il Kjundjudej.